# Barbarea stricta
Barbarea stricta là một loài thực vật có hoa trong họ Cải. Loài này được Andrz. ex Besser mô tả khoa học đầu tiên năm 1821.